# 小林車站 (兵庫縣)
小林站（日语：／ Obayashi eki */?），是一個位於兵庫縣寶塚市千種二丁目，阪急電鐵今津線的鐵路車站。車站編號為HK-26。

## 歷史
- 1921年（大正10年）9月2日 - 隨著阪神急行電鐵（現在的阪急電鐵）西寶線寶塚站-西宮北口站的開業同時營運[3]。
- 1926年（大正15年）12月18日 - 西寶線改稱為今津線[3]。
- 1977年（昭和52年） - 車站改建[1]。
- 2013年（平成25年）12月21日 - 導入車站編號[4][5]。

## 車站構造
本站為側式月台2面2線的地面車站。

### 月台配置
| 月台 | 路線   | 方向 | 目的地                                      |
| ---- | ------ | ---- | ------------------------------------------- |
| 1    | 今津線 | 下行 | 往 寶塚、川西能勢口、中山觀音、清荒神、箕面 |
| 2    | 今津線 | 上行 | 往 西宮北口、大阪、神戶、今津               |

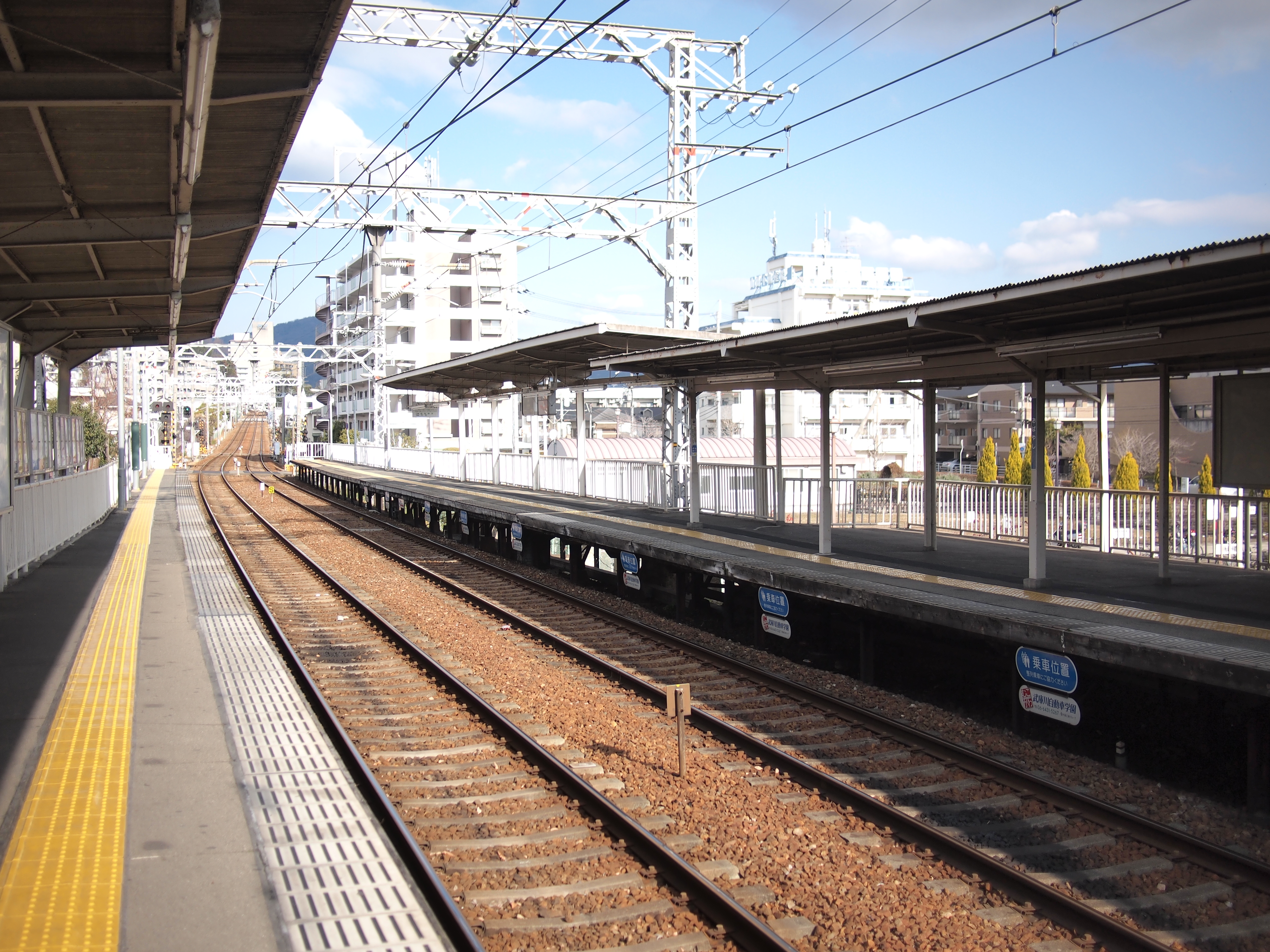
月台(2012年9月)
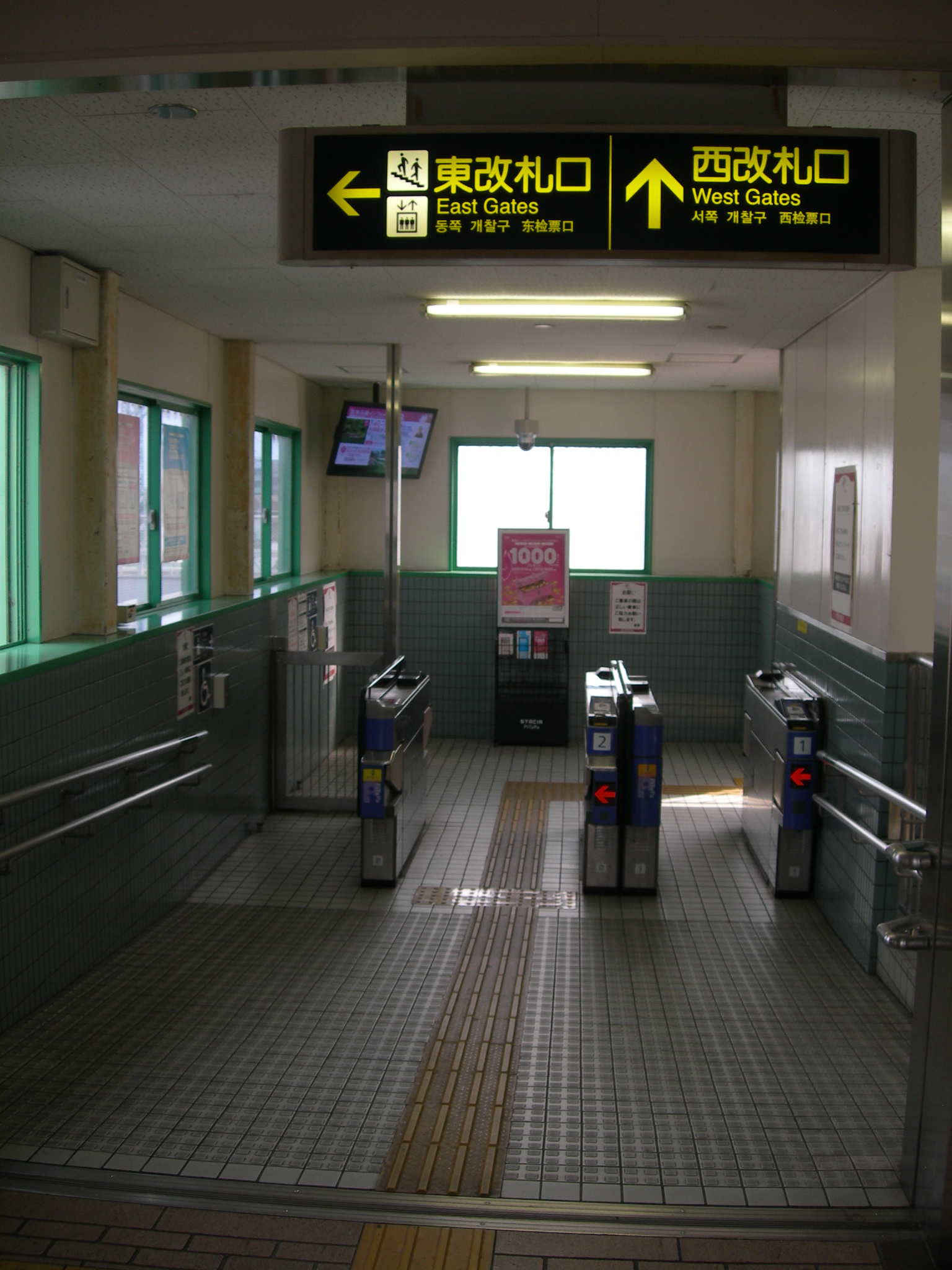
驗票口(2012年9月)

## 使用狀況
2019年（令和元年）度特定日1日的上下車人次為17,196人。
各年度特定日1日的上車、上下車人員統計如下表。
| 年度               | 特定日     | 特定日   |
| 年度               | 上下車人員 | 上車人員 |
| ------------------ | ---------- | -------- |
| 1996年（平成08年） | 18,323     | 9,228    |
| 1997年（平成09年） | 19,677     | 9,922    |
| 1998年（平成10年） | 19,485     | 9,717    |
| 1999年（平成11年） | -          | -        |
| 2000年（平成12年） | 22,428     | 11,672   |
| 2001年（平成13年） | 19,463     | 10,293   |
| 2002年（平成14年） | 19,185     | 10,045   |
| 2003年（平成15年） | 16,071     | 8,788    |
| 2004年（平成16年） | 18,402     | 9,559    |
| 2005年（平成17年） | 17,022     | 9,165    |
| 2006年（平成18年） | 17,266     | 9,065    |
| 2007年（平成19年） | 17,541     | 9,150    |
| 2008年（平成20年） | 18,287     | 9,471    |
| 2009年（平成21年） | 16,833     | 8,644    |
| 2010年（平成22年） | 17,794     | 9,136    |
| 2011年（平成23年） | 17,590     | 8,962    |
| 2012年（平成24年） | 17,632     | 8,911    |
| 2013年（平成25年） | 17,831     | 9,109    |
| 2014年（平成26年） | 17,913     | 9,081    |
| 2015年（平成27年） | 17,209     | 8,746    |
| 2016年（平成28年） | 17,288     | 8,782    |
| 2017年（平成29年） | 17,394     | 8,846    |
| 2018年（平成30年） | 17,193     | 8,749    |
| 2019年（令和元年） | 17,196     | 8,746    |

## 車站周邊
- 寶塚市立良元小學校
- 小林聖心女子學院小學校・中學校・高等學校[2]
- 寶塚小林郵局
- 寶塚市立西圖書館[2]
- 寶塚市西公民館
- 小林Flower Garden
- Izumiya小林店

## 相鄰車站
阪急電鐵
 今津線（今津北線）
■準急（只有往大阪梅田方向運行）、■普通
逆瀨川（HK-27）－小林（HK-26）－仁川（HK-25）

## 外部連結
- 小林 - 阪急電鐵